# Campeonato Mundial de Ciclocrós de 2010
El LXI Campeonato Mundial de Ciclocrós se celebró en Tábor  (República Checa) el 31 de enero de 2010 bajo la organización de la Unión Ciclista Internacional (UCI) y la Federación Checa de Ciclismo.

## Medallistas
| Evento    | Oro                             | Plata                        | Bronce                              |
| --------- | ------------------------------- | ---------------------------- | ----------------------------------- |
| Masculino | Zdeněk Štybar · República Checa | Klaas Vantornout · Bélgica   | Sven Nys · Bélgica                  |
| Femenino  | Marianne Vos · Países Bajos     | Hanka Kupfernagel · Alemania | Daphny van den Brand · Países Bajos |

### Masculino
| Puesto            | Ciclista         | País            | Tiempo  |
| ----------------- | ---------------- | --------------- | ------- |
| Medalla de oro    | Zdeněk Štybar    | República Checa | 1:08:58 |
| Medalla de plata  | Klaas Vantornout | Bélgica         | 1:09:19 |
| Medalla de bronce | Sven Nys         | Bélgica         | 1:09:36 |
| 4                 | Martin Bína      | República Checa | 1:09:38 |
| 5                 | Francis Mourey   | Francia         | 1:09:54 |
| 6                 | Martin Zlámalík  | República Checa | 1:10:00 |
| 7                 | Christian Heule  | Suiza           | 1:10:05 |
| 8                 | Radomír Šimůnek  | República Checa | 1:10:16 |

### Femenino
| Puesto            | Ciclista                 | País            | Tiempo |
| ----------------- | ------------------------ | --------------- | ------ |
| Medalla de oro    | Marianne Vos             | Países Bajos    | 42:59  |
| Medalla de plata  | Hanka Kupfernagel        | Alemania        | 43:44  |
| Medalla de bronce | Daphny van den Brand     | Países Bajos    | 44:01  |
| 4                 | Kateřina Nash            | República Checa | 44:19  |
| 5                 | Eva Lechner              | Italia          | 44:40  |
| 6                 | Christel Ferrier-Bruneau | Francia         | 44:46  |
| 7                 | Caroline Mani            | Francia         | 44:52  |
| 8                 | Pauline Ferrand-Prévot   | Francia         | 45:10  |